# Вітеллій Германік
Вітеллій Германік (лат. Vitellius Germanicus, 62 — 70) — син й спадкоємець імператора Авла Вітеллія.

## Життєпис
Походив з роду Вітелліїв. Син Авла Вітеллія, майбутнього імператора, та Ґалерії Фундани. За словами Светонія, Вітеллій молодший сильно заїкався, через що «був майже німим і безмовним». У 69 році, коли його батько почав боротьбу за владу, перебував з матір'ю в Римі. Вирушаючи на війну з Вітеллієм, імператор Марк Сальвій Отон вжив заходів для захисту родини свого супротивника і забезпечення її безпеки. Після перемоги Вітеллія під Бедріаком його дружина і діти прибули до нього в Лугдун у Галлії. Авл Вітеллій вкутав сина плащем воєначальника, наділив його знаками імператорської гідності, дав почесне прізвисько Германік і провів перед ним свої війська.
Портрет Германіка карбувався на монетах. Незабаром після падіння Вітеллія Германік був убитий Гаєм Ліцинієм Муціаном, ймовірно у перших числах січня 70 року.